# Xinran

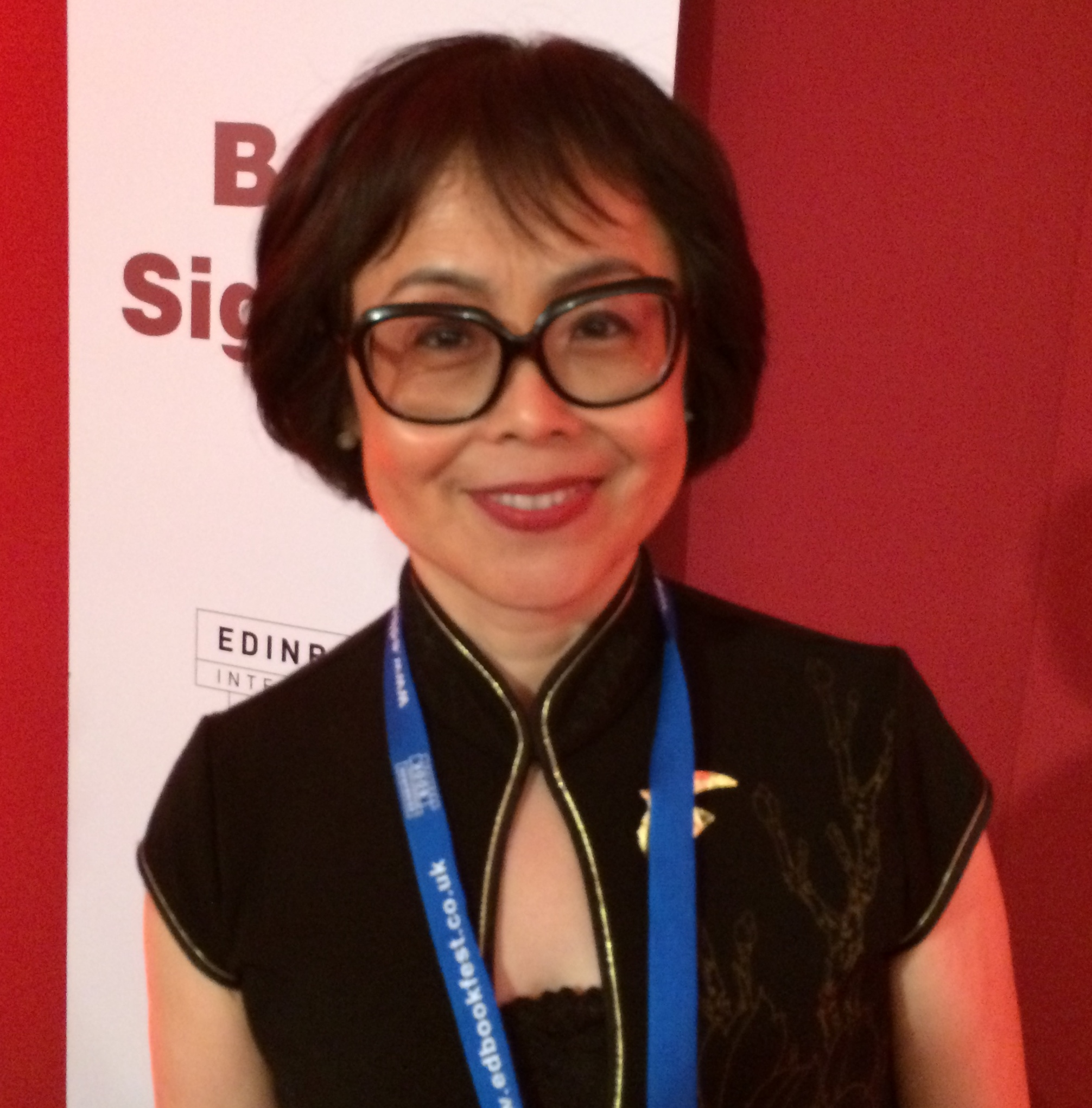
Xinran (2015)

Xue Xinran (Xuē Xīnrán 薛欣然; * 19. Juli 1958 in Peking) ist eine britisch-chinesische Journalistin und Schriftstellerin.

## Leben und Werdegang
Xinran wurde im ersten Jahr des von Mao Zedong verordneten Großen Sprung nach vorn geboren, dessen Zwangskollektivierung der Landwirtschaft zu drei Jahren Hungersnot in China führten. Ihre Eltern stammten beide aus wohlhabenden Familien, so dass sie von den schlimmsten Auswirkungen dieser Hungersnot weitgehend verschont blieb. Ihre Mutter war allerdings bereits als junges Mädchen in den frühen 50er Jahren als Angehörige einer Familie mit umfangreichem Grundbesitz in der Nähe von Nanjing im Zuge einer ‚Säuberungskampagne‘ zu Zwangsarbeit und Umerziehung in einer Militärakademie verurteilt worden. Dort traf sie Xinrans Vater, der Ausbilder war, und die beiden heirateten 1957. Auch verheiratete Militärangehörige wurden damals oft getrennt voneinander in abgelegenen ländlichen Gebieten stationiert, um mitzuhelfen ‚das neue China aufzubauen‘. Ein Familienleben war angesichts der Entfernungen oft jahrelang unmöglich, weshalb Xinran bis zu ihrem 7. Lebensjahr von ihrer Großmutter in Peking aufgezogen wurde und ihre Mutter so selten sah, dass sie sie bei den wenigen Begegnungen als ‚Tante‘ anredete. Erst als ihre Eltern beide in der Nähe von Peking an der Großen Mauer stationiert wurden, wurde 1966 ein gemeinsames Familienleben möglich. Es war die Zeit des Beginns der Kulturrevolution, und zwei Wochen, nachdem ihre Eltern sie und ihren jüngeren Bruder zu sich geholt hatten, wurde ihr Vater verhaftet, weil er von den kulturrevolutionären Roten Garden verdächtigt wurde, als Maschinenbauingenieur und Fachmann für Elektrotechnik, ein „reaktionärer Technokrat“ zu sein. Xinran musste erleben, wie das Haus ihrer Eltern geplündert und ihre Bücher und Antiquitäten verbrannt wurden. Auch die Mutter wurde wegen ihrer ‚großbürgerlichen‘ Herkunft verhaftet und Xinran und ihr Bruder kamen für 5 Jahre in ein Kinderheim. Nach 6 Jahren an einer Schule für Kinder von ‚schwarzen Elementen‘ konnte sie mit 13 Jahren auf eine reguläre Sekundarschule wechseln und von dort später einen Studienplatz bekommen an einer Militärakademie der Volksbefreiungsarmee, wo sie zwei Abschlüsse machte: einen in Englisch und Internationalen Beziehungen und einen zweiten in Computer-Theorie, um danach dort noch eine Ausbildung in Internationalem Recht aufzunehmen.
1988 bewarb sie sich erfolgreich als Radiojournalistin in Henan und Jiangsu. Ende 1988 begann sie in ihrer Sendung Worte im Abendwind bei Jiangsu Broadcasting in Nanjing Frauen dazu aufzufordern, ihre Erlebnisse brieflich und später auch live per Telefon in ihre Sendung einzubringen. Bald erhielt sie bis zu 100 Briefe am Tag und wurde mit ihrer Sendung in ganz China und weiten Teilen Asiens berühmt. Sie hat einen im Mai 1988 geborenen Sohn Pan aus erster Ehe, den sie allein großzog. Im Sommer 1997 ging sie nach London und ließ ihren Sohn bei ihren Eltern. Kurzzeitig arbeitete sie als Putzhilfe, später unterrichtete sie Chinesisch an der School of Oriental and African Studies der University of London. Im April 2000 konnte sie ihren Sohn nach London holen. Die bereits 1976 nach Großbritannien gekommene chinesische Schriftstellerin Jung Chang machte sie 1999 mit ihrem Literaturagenten Toby Eady (28.2.1941–24.12 2017) bekannt, der großen Anteil daran gehabt hatte, Changs Roman Wilde Schwäne zu einem Welterfolg zu machen. Eady wurde auch Xinrans Literaturagent und sie heiratete ihn im Februar 2002. Xinran schreibt vor allem über das Leben chinesischer Frauen und über Familienstrukturen in China. Sie hatte zwar in China in Zeitungen und Rundfunkzeitschriften gelegentlich Artikel veröffentlicht, aber das Buch The Good Women of China.Hidden Voices war ihre erste Buchveröffentlichung.
Sie arbeitet außerdem für den Guardian und gründete 2004 die Wohltätigkeitsorganisation The Mothers’ Bridge of Love als eine Organisation, die sich um chinesische Kinder kümmert, die von westlichen Pflegeeltern adoptiert wurden (vor allem im Zuge der chinesischen Ein-Kind-Politik verstoßene Mädchen).

## The Good Women of China. Hidden Voices (2002, Deutsch: Verborgene Stimmen Chinesische Frauen erzählen ihr Leben, 2003)
Xinrans Erstlingswerk wurde in über 30 Sprachen übersetzt, ist aber wie ihre übrigen Bücher nicht in der Volksrepublik China erschienen, obwohl der Verlag Shanghai Joint Publishing House schon 2002 die Rechte zur Veröffentlichung in China erworben hatte. Es kann als eine nachträgliche dokumentarische Ergänzung zu der chinesischen Wunden- oder Narbenliteratur der 1980er Jahre betrachtet werden, in der Schriftsteller und Schriftstellerinnen versuchten, die Schrecken der Kulturrevolution literarisch aufzuarbeiten. Xinran hingegen dokumentiert in ihrem Buch Briefe und Anrufe für ihre Radiosendung Worte im Abendwind : Die in ihrem Buch veröffentlichten Zuschriften chinesischer Frauen über Inzest, Entführungen und Verkauf von Mädchen und Zwangsverheiratungen auf dem Land, Vergewaltigungen, das Tabu der Homosexualität u. a. waren jedoch auch in der Öffnungsperiode nach der Kulturrevolution in China immer noch so stark politisch und gesellschaftlich tabuisiert, dass eine Veröffentlichung erst möglich war, als Xinran in Großbritannien lebte. Darüber hinaus enthält das Buch einige autobiographische Teile, die vor allem das Schicksal ihrer Eltern und ihr eigenes während der Kulturrevolution betreffen.

## Werke (Auswahl)
- Verborgene Stimmen – Chinesische Frauen erzählen ihr Schicksal (2003) Droemer ISBN 3-426-27300-4 , Lizenzausgabe Weltbild EAN 4026411116518, Taschenbuch Knaur 2006 ISBN 3-426-77913-7
- Himmelsbegräbnis – Die Geschichte einer großen Liebe (Roman, 2005) Droemer ISBN 3-426-27360-8, Taschenbuch Knaur 2006 ISBN 3-426-77878-5
- Die namenlosen Töchter (Roman,2007) ISBN 978-3-426-19772-1
- Gerettete Worte – Reise zu Chinas verlorener Generation (2009) ISBN 978-3-426-19838-4
- Chinesen spielen kein Mao-Mao – Geschichten aus meinem Land (Gesammelte Guardian-Kolumnen, 2008) Taschenbuch Knaur ISBN 978-3-426-19838-4
- Wolkentöchter (2011) Droemer ISBN 978-3-426-19901-5